# Kočevske Poljane
Kočevske Poljane je naselje u slovenskoj Općini Dolenjskim Topllicama. Kočevske Poljane se nalazi u pokrajini Dolenjskoj i statističkoj regiji Jugoistočnoj Sloveniji. 

## Stanovništvo
Prema popisu stanovništva iz 2002. godine naselje je imalo 100 stanovnika.